# ツール・ド・フランス1937
ツール・ド・フランス1937は、ツール・ド・フランスとしては31回目の大会。1937年6月30日から7月25日まで、全20ステージで行われた。

## 総合成績
| 順位 | 選手名                   | 国籍     | 時間            |
| ---- | ------------------------ | -------- | --------------- |
| 1    | ロジェ・ラペビー         | フランス | 138時間58分31秒 |
| 2    | マリオ・ヴィチーニ       | イタリア | +7分17秒        |
| 3    | レオ・アンベルク         | スイス   | +26分13秒       |
| 4    | フランチェスコ・カムッソ | イタリア | +26分53秒       |
| 5    | シルヴァン・マルセロ     | フランス | +35分36秒       |
| 6    | エドワール・ヴィセール   | ベルギー | +38分13秒       |
| 7    | ポール・ショック         | フランス | +1時間05分19秒  |
| 8    | ピエール・ガリアン       | フランス | +1時間06分33秒  |
| 9    | エリッヒ・ボーツ         | ドイツ国 | +1時間06分41秒  |
| 10   | ジャン・フレショー       | フランス | +1時間24分34秒  |

### マイヨ・ジョーヌ保持者
| 選手名               | 国籍           | 首位区間  |
| -------------------- | -------------- | --------- |
| ジャン・マジュリュ   | ルクセンブルク | 第1-第2   |
| マルセル・キント     | ベルギー       | 第3       |
| エリッヒ・ボーツ     | ドイツ国       | 第4-第6   |
| ジーノ・バルタリ     | イタリア       | 第7-第8   |
| シルヴェール・マース | ベルギー       | 第9-第16  |
| ロジェ・ラペビー     | フランス       | 第17-最終 |

### 各部門賞結果
| 第31回 ツール・ド・フランス 1937 |                                          |
| 全行程                           | 20区間、4415km                           |
| 総合優勝                         | ロジェ・ラペビー 138時間58分31秒         |
| 2位                              | マリオ・ヴィチーニ +7分17秒              |
| 3位                              | レオ・アンベルク +26分13秒               |
| 4位                              | フランチェスコ・カムッソ +26分53秒       |
| 5位                              | シルヴァン・マルセロ +35分36秒           |
| 山岳賞                           | フェリシアン・ヴェルヴァック 114ポイント |
| 2位                              | マリオ・ヴィチーニ 96ポイント            |
| 3位                              | シルヴェール・マース 90ポイント          |